# NGC 1806
NGC 1806は、かじき座の大マゼラン雲内にある球状星団である。1836年にジョン・ハーシェルによって発見された。